# Wiktor Niemkow
Wiktor Aleksandrowicz Niemkow (ros. Виктор Александрович Немков; ur. 26 stycznia 1987 w Żałgyschanie (ob. kustanajski) w Kazachskiej SRR) – rosyjski zawodnik mieszanych sztuk walki (MMA) oraz sambista kazachskiego pochodzenia, mistrz świata w sambo bojowym z 2011 oraz dwukrotny międzynarodowy mistrz M-1 Global w wadze półciężkiej (-93 kg) z 2013 i 2015. Jest podopiecznym Fiodora Jemieljanienki.

## Kariera MMA
W mieszanych sztukach walki zadebiutował 22 lutego 2008 przegrywając z Magomiedem Sułtanachmiedowem. 28 kwietnia 2011 przegrał walkę o inauguracyjne mistrzostwo M-1 Global w wadze półciężkiej z Brazylijczykiem Viniciusem de Magalhãesem. W 2012 zwyciężył w turnieju wagi półciężkiej federacji Leagues S-70, wygrywając w ciągu trzech miesięcy trzy pojedynki m.in. z Abduł-Kerimem Ediłowem oraz Magomiedbagiem Agajewem. 5 sierpnia 2013 w Biełgorodzie pokonał Polskiego zawodnika Macieja Browarskiego na punkty.
15 listopada 2013 na gali M-1 Challenge 43 zdobył tytuł mistrza M-1 Global w wadze półciężkiej. Pas stracił w pierwszej obronie 14 marca 2014 na rzecz Niemca Stephana Pütza. Po trzech zwycięskich starciach ponownie otrzymał szansę walki o mistrzostwo z Püetzem. Niemkow zrewanżował się Niemcowi, wygrywając z nim na punkty (niejednogłośnie) i odzyskując pas mistrza, lecz ponownie stracił tytuł w pierwszej obronie pasa na rzecz Raszyda Jusupowa (27 maja 2016).
22 października 2016 pokonał jednogłośnie na punkty byłego mistrza Bellator FC Attilę Végha.

## Osiągnięcia

### Mieszane sztuki walki
- 2012: League S-70 - 1. miejsce w turnieju wagi półciężkiej (-93 kg)
- 2013-2014: mistrz M-1 Global w wadze półciężkiej
- 2015-2016: mistrz M-1 Global w wadze półciężkiej

### Sambo
- 2007: Mistrzostwa Rosji w sambo - 2. miejsce
- 2008: Mistrzostwa Rosji w sambo - 3. miejsce
- 2009: Mistrzostwa Rosji w sambo - 3. miejsce
- 2009: Zwycięzca Pucharu Świata w sambo bojowym
- 2011: Mistrzostwa Rosji w sambo - 1. miejsce w kat. 100 kg
- 2011: Mistrzostwa Świata w sambo - 1. miejsce w kat. 100 kg